# Şimal Yılmaz
Şimal Yılmaz (nacido el 21 de junio de 2003) es una deportista turca que compite en la disciplina de tiro, en la prueba de pistola de aire comprimido de 10 m. Ganó tres medallas de plata a nivel europeo compitiendo en el Campeonato Europeo de pruebas de 10 m. También ostenta el récord turco en pistola de aire comprimido de 10 metros.

## Carrera
Su padre le construyó un campo de tiro en el salón de su casa en Antalya. Fue entrenada por Tayfun Salim Kır. Ganó una medalla de bronce y una de plata en la categoría juvenil del campeonato turco.
Ganó la medalla de plata con Yasemin Beyza Yılmaz e İlayda Nur Çürük en la prueba por equipos júnior de pistola de aire comprimido de 10 m en el Campeonato Europeo de 2021 en Osijek, Croacia. Ganó la medalla de plata en la prueba junior de pistola de aire comprimido de 10 m en el Campeonato Europeo de 2022 en Hamar, Noruega. Asistió a la Universidad Çankaya en Ankara y compitió en la prueba de pistola de aire comprimido de 10 m en el Campeonato Turco de Tiro Intercolegial. En 2022 en Sakarya ganó la medalla de plata y en 2023 en Trebisonda quedó quinta. En la quinta etapa de la Copa del Mundo ISSF 2023 en Bakú, Azerbaiyán, ganó la medalla de bronce en la prueba de pistola de aire comprimido de 10 m por equipos mixtos junto con İsmail Keleş.
En la Copa H&N en Múnich, Alemania, en enero de 2024, estableció un nuevo récord turco en la prueba de pistola de aire comprimido de 10 metros con 579 puntos. Terminó la competencia capturando la medalla de oro con 241,5 puntos. Ganó la medalla de plata en el Campeonato Europeo de Eventos de 10 m de 2024 en Győr, Hungría, y se aseguró un lugar en los Juegos Olímpicos de Verano de 2024.

## Vida personal
Şimal Yılmaz nació en Antalya, Turquía, el 21 de junio de 2003. Después de graduarse de la escuela secundaria, asistió a la Universidad Çankaya en Ankara para estudiar Ciencias Políticas y Relaciones Internacionales en la Facultad de Ciencias Económicas y Administrativas.